# Signium
Signium International ist eine weltweit tätige Beratungsfirma im Personalbereich mit dem Kerngeschäft Executive Search, d. h. der Besetzung von Führungspositionen in Unternehmen. In 30 Ländern werden derzeit 40 Standorte unterhalten. Neben Executive Search ist Signium in weiteren Geschäftsfeldern tätig. Weltweit gehört Signium International zu den Top 10 Anbietern von Executive Search und Leadership Advisory. Auch auf dem deutschen Markt nimmt das Unternehmen in seiner Branche einen Platz unter den umsatzstärksten Wettbewerbern ein.
Signium International ist Gründungsmitglied des seit 1959 bestehenden Berufsverbandes AESC (Association of Executive Search & Leadership Consultants), der Branchenstandards definiert und kontrolliert. 
Der strategische Aufbau des Unternehmens basiert auf dem Modell der „integrated partnership“, d. h. die Organisation konstituiert sich aus selbständigen Partnern.

## Geschichte
Signium International hat seinen Ursprung im bereits seit 1951 etablierten Unternehmen „Ward Howell International“. Gegründet von Henry Warwell Howell, vormals Direktor von McKinsey, richtete sich die Firma als eines der ersten Consulting-Unternehmen ausschließlich auf den Executive-Search-Sektor aus. Auf die Gründung der amerikanischen Gesellschaft folgte eine Expansionsphase mit der Einrichtung internationaler Niederlassungen.
In Deutschland ist die Partnerschaft seit 1978 mit inzwischen 4 Büros in Düsseldorf, Frankfurt, Köln und München angesiedelt. 

## Geschäftsfelder
Executive Search: Unter Verwendung der Direktansprache von Führungskräften erfolgt in diesem Geschäftsfeld die Suche nach Kandidaten (m/w/d), die einem vom Klienten gewünschten Erfahrungs- und Qualifikationsprofil entsprechen. Die Besetzung von Führungspositionen im In- und Ausland bildet das Kerngeschäft von Signium International.
Aufsichts- und Beiräte: Neben der Suche von Führungskräften im operativen Bereich ist Signium International im Bereich der Beurteilung und Besetzung von Aufsichtsratsgremien aktiv.
Leadership Advisory: Als strategischer Berater für Vorstände, Geschäftsführer und leitende Mitarbeiter werden Führungskräfte und Organisationen beraten.